# Aklavik
Aklavik – osada na Terytoriach Północno-Zachodnich w Kanadzie. Położone jest w delcie rzeki Mackenzie. Ze względu na niekorzystne położenie na terenie często nawiedzanym przez powodzie oraz braku miejsca zbudowano nową miejscowość – Inuvik, które stało się nowym centrum administracyjnym terytorium. Do niego przeniosła się także część dotychczasowych mieszkańców.
Klimat polarny. Najniższa zanotowana temperatura wyniosła –52 °C, a najwyższa 33 °C. Najcieplejszym miesiącem jest lipiec, a najchłodniejszym styczeń. Opady wynoszą 220 mm rocznie.
W Aklavik znajduje się lotnisko. W 2001 roku osada liczyła 632 mieszkańców.